# كلوديا ويلز
كلوديا ويلز (بالإنجليزية: Claudia Wells)‏ هي رائدة أعمال وممثلة ماليزية وأمريكية، ولدت في 5 يوليو 1966 بكوالالمبور في ماليزيا.

## أعمال

### أفلام
- (1985) العودة إلى المستقبل[5][6]

## وصلات خارجية
- كلوديا ويلز على موقع IMDb (الإنجليزية)
- كلوديا ويلز على موقع روتن توميتوز (الإنجليزية)
- كلوديا ويلز على موقع ألو سيني (الفرنسية)
- كلوديا ويلز على موقع أول موفي (الإنجليزية)
- كلوديا ويلز على موقع قاعدة بيانات الأفلام السويدية (السويدية)
- كلوديا ويلز على موقع إن إن دي بي (الإنجليزية)
- كلوديا ويلز على موقع قاعدة بيانات الفيلم (الإنجليزية)
- كلوديا ويلز على موقع كينوبويسك (الروسية)